# Гогитидзе, Эмина Меджидовна
Эмина Меджидовна Гогитидзе (1916 год, село Хуцубани, Батумская область, Российская империя — 1998 год, село Хуцубани, Кобулетский муниципалитет, Грузия) — колхозница колхоза имени Ленина Хуцубанского сельсовета Кобулетского района Аджарской АССР, Грузинская ССР. Герой Социалистического Труда (1949).

## Биография
Родилась в 1916 году в крестьянской семье в селе Хуцубани Батумской области (сегодня — Кобулетский муниципалитет). Окончила местную сельскую школу. С 1930-х годов трудилась рядовой колхозницей на чайной плантации колхоза имени Ленина Кобулетского района с усадьбой в селе Хуцубани.
В течение нескольких лет показывала выдающиеся трудовые результате в чаеводстве. В 1948 году собрала 6123 килограмм чайного листа на участке на участке площадью 0,5 гектара. Указом Президиума Верховного Совета СССР от 29 августа 1949 года удостоена звания Героя Социалистического Труда за «получение высоких урожаев сортового зелёного чайного листа и цитрусовых плодов в 1948 году» с вручением ордена Ленина и золотой медали «Серп и Молот» (№ 4625).
Этим же Указом званием Героя Социалистического Труда были также награждены труженицы совхоза имени Ленина Мерием Шукриевна Гогитидзе, Гулварди Хасановна Немсадзе, Бесире Нуриевна Ногаидели, Этери Мамедовна Ногайдели, Мерико Мурадовна Мжанавадзе и Мерико Хасановна Отиашвили.
Проживала в родном селе Хуцубани Кобулетского муниципалитета. Умерла в 1998 году.